# Ligne de tramway A (TELB)
Pour les articles homonymes, voir Ligne A.
La ligne A est une ancienne ligne du tramway de Lille.

## Histoire
La ligne A ouverte en 1874 du réseau originel reliait la place de la gare à la porte de Béthune par la rue Faidherbe, la Grand'place, la rue Nationale et la rue d'Isly.
Elle relie ensuite la place de la gare au calvaire de Lomme par la rue Faidherbe, la rue Nationale, le boulevard de la Liberté, l'avenue de Dunkerque, l'avenue de l'Hippodrome à Lambersart.
La ligne est supprimée le 2 mai 1937.
Le lettre A est reprise après 1946 par une ligne d'autobus qui reliait le passage à niveau près de la halte Lezennes au calvaire de Lomme en passant par le Mont-de-Terre, le pont de Tournai, l'avenue Denis-Cordonnier, le boulevard Paul-Painlevé, l'avenue du Président Hoover, le boulevard Louis XIV, la porte de Paris, la rue de Paris, le boulevard de la Liberté, le boulevard Vauban, la rue Colbert, l'avenue de Dunkerque et l'avenue de l'Hippodrome à Lambersart. La desserte de cette ligne était assurée jusqu'en 1964 par des autocars Renault 215D de 1946 assez spartiates.